# 第4回全国障害者スポーツ大会
第4回全国障害者スポーツ大会（だい4かいぜんこくしょうがいしゃスポーツたいかい）は2004年11月13日から11月15日まで開催された。愛称は「彩の国まごころ大会」。

## ハイライト
- 閉会式は前年のわかふじ大会に引き続き関係者のみで行われ、米米CLUBの石井竜也とともにフィナーレを飾った。